# 見た目が邦彦
見た目が邦彦（みためが くにひこ、1975年1月20日 - ）は、日本のお笑い芸人。本名、小鹿 真意（こしか まこと）。埼玉県出身。身長172cm、体重63kg。太田プロセミナー3期生。芸名は見た目が三田村邦彦に似ていることから。

## 略歴
- 1997年、「Wクラッチ」を結成し、太田プロダクションに所属。この時代は本名で活動も相方男性が再就職…という形で「Wクラッチ」は解散、しばらくピンで活動もやがて太田を去る。
- 2002年10月、三平×2（みひらさんぺい）とお笑いコンビ「ペイパービュウ」を結成し、ボケを担当。当時は大川興業に所属。
- 2007年4月、フリーとなる。
- 2012年、パチンコ必勝ガイドライターのさよまろ（山本紗代）と結婚する。
- 2015年4月11日、みちのくプロレスで活躍中のムーの太陽に入信。特技としてマスターなどが行う念写を挙げていてよしえつねおの写真を大量に所持していることを明かす。
- 2020年、ワイエムエヌに所属。
- 2024年、所属していたワイエムエヌの芸人部門解体のため三平×2と共に事務所を退所した。

## 活動
- お笑いプロレス団体「西口プロレス」に参加し、月1回のペースで試合に出場（プロレスに関しては知識豊富で、学生プロレス出身でもある）。その他プロフェッショナルレスリング・ワラビーにも出場、第3代ワラビーTV選手権を戴冠。また、「見た目が派」を率いて666にも出場。
- 漫才限定ライブ「漫才バカ一代」を他事務所コンビ5組と合同主催（3ヶ月に一度）。
- その他、なべやかんプロデュースの「嗚呼! 東洋・太平洋秘宝館タイトルマッチ」など、様々なお笑いライブにコンビで出演。
- パチスロ漫画雑誌「パチスロ7」にコラムを掲載中（2007年10月 - ）。

## 出演
- AKIBA18エンタメTV（あっ!とおどろく放送局、2011年6月2日）

### 舞台
- 筒井康隆笑劇場（2024年3月8日 - 14日、シアター・アルファ東京）[1]